# Österreichische Alpine Skimeisterschaften 1992
Die Österreichischen Alpinen Skimeisterschaften 1992 fanden in Wagrain, Dienten und Innerkrems statt.

## Herren

### Abfahrt
| Platz | Name            | Zeit |
| ----- | --------------- | ---- |
| 1     | Patrick Ortlieb | -    |
| 2     | Hannes Trinkl   | -    |
| 3     | Fritz Strobl    | -    |

Ort: Wagrain

### Super-G
| Platz | Name             | Zeit |
| ----- | ---------------- | ---- |
| 1     | Patrick Ortlieb  | -    |
| 2     | Rainer Salzgeber | -    |
| 3     | Hans Knauß       | -    |

Ort: Wagrain

### Riesenslalom
| Platz | Name                 | Zeit |
| ----- | -------------------- | ---- |
| 1     | Christian Mayer      | -    |
| 2     | Günther Mader        | -    |
| 3     | Siegfried Voglreiter | -    |

Ort: Wagrain

### Slalom
| Platz | Name                 | Zeit |
| ----- | -------------------- | ---- |
| 1     | Thomas Stangassinger | -    |
| 2     | Siegfried Voglreiter | -    |
| 3     | Thomas Sykora        | -    |

Ort: Dienten

### Kombination
Die Kombination setzt sich aus den Ergebnissen von Slalom, Riesenslalom und Abfahrt zusammen.
| Platz | Name            |
| ----- | --------------- |
| 1     | Christian Mayer |
| 2     | Hans Knauß      |
| 3     | Hannes Trinkl   |

## Damen

### Abfahrt
| Platz | Name                | Zeit |
| ----- | ------------------- | ---- |
| 1     | Gabriele Papp       | -    |
| 2     | Cornelia Meusburger | -    |
| 3     | Stefanie Schuster   | -    |

Ort: Innerkrems

### Super-G
| Platz | Name                 | Zeit |
| ----- | -------------------- | ---- |
| 1     | Barbara Sadleder     | -    |
| 2     | Sylvia Eder          | -    |
| 3     | Michaela Dorfmeister | -    |

Ort: Wagrain

### Riesenslalom
| Platz | Name                  | Zeit |
| ----- | --------------------- | ---- |
| 1     | Cornelia Meusburger   | -    |
| 2     | Alexandra Meissnitzer | -    |
| 3     | Karin Köllerer        | -    |

Ort: Wagrain

### Slalom
| Platz | Name          | Zeit |
| ----- | ------------- | ---- |
| 1     | Karin Buder   | -    |
| 2     | Ulrike Maier  | -    |
| 3     | Brigitte Auer | -    |

Ort: Wagrain

### Kombination
Die Kombination setzt sich aus den Ergebnissen von Slalom, Riesenslalom und Abfahrt zusammen.
| Platz | Name                |
| ----- | ------------------- |
| 1     | Cornelia Meusburger |